# Plarium
Plarium es una empresa desarrolladora de juegos sociales y móviles especializada en juegos de estrategia multijugador masivo en línea. La empresa fue fundada en 2009, tiene su sede en Herzliya, Israel y cuenta con cuatro oficinas y estudios de desarrollo en toda Europa y en Estados Unidos. Plarium tiene una base de usuarios global de más de 250 millones de jugadores y sus juegos están disponibles para navegador y en las redes de sociales, incluyendo Facebook, VK, Odnoklassniki y Mail.ru. Los juegos para móviles de Plarium están disponibles en dispositivos iOS y Android.

## Historia
Plarium fue fundada en 2009 y empezó desarrollando videojuegos para el mercado de juegos casuales de Europa del Este, como Farmandia en la red social rusa VKontakte. En 2011, Plarium pasó a centrarse en desarrollar juegos de estrategia multijugador masivo en línea y en febrero de ese año, lanzó Total Domination, que llegó a más de 20 millones de usuarios.
Stormfall: Age of War de Plarium fue considerado uno de los "mejores juegos" durante su lanzamiento en 2012, y una de las apps de Facebook de mayor crecimiento en términos de usuarios activos mensuales.
En 2013 Facebook reconoció a Soldiers, Inc. como uno de los mejores juegos sociales del año.
VentureBeat mencionó a Plarium como una de las empresas de videojuegos independientes que siguen priorizando los juegos sociales en la plataforma de Facebook. Los jugadores de Plarium actualmente juegan una media de tres sesiones al día en Facebook.
En 2017, la empresa fue adquirida por la empresa australiana Aristocrat Leisure.
El 10 de marzo de 2022, como respuesta al continuo sufrimiento de sus empleados y del pueblo de Ucrania, Plarium Global Ltd. tomó la decisión de retirar todos sus juegos de las tiendas de aplicaciones y dejó de aceptar pagos de Plarium Play y Plarium.com en Rusia y Bielorrusia hasta nuevo aviso.

## Lista de juegos desarrollados por Plarium
| Juego                          | Lanzamiento | Plataforma(s)      |
| Total Domination               | 2011        | PC                 |
| Pirates: Tides of Fortune      | 2012        | PC                 |
| Stormfall: Age of War          | 2012        | PC                 |
| Soldiers Inc.                  | 2013        | PC                 |
| Sparta: War of Empires         | 2014        | PC                 |
| Stormfall: Rise of Balur       | 2015        | iOS , Android y PC |
| Nords: Heroes of the North     | 2015        | PC                 |
| Vikings: War of Clans          | 2015        | iOS, Android y PC  |
| Throne: Kingdom at War         | 2016        | iOS, Android y PC  |
| Soldiers Inc: Mobile Warfare   | 2016        | iOS y Android      |
| Terminator Genisys: Future War | 2017        | iOS y Android      |
| Family Zoo: The Story          | 2017        | iOS y Android      |
| Stormfall: Saga Of Survival    | 2018        | iOS, Android y PC  |
| Lost Island: Blast Adventure   | 2018        | iOS y Android      |
| RAID: Shadow Legends           | 2019        | iOS, Android y PC  |
| Mech Arena                     | 2021        | iOS, Android y PC  |